# رومان غابرييل
رومان غابرييل (بالإنجليزية: Roman Gabriel) هو لاعب كرة قدم أمريكية أمريكي، ولد في 5 أغسطس 1940 في ويلمينغتون في الولايات المتحدة.

## وصلات خارجية
- رومان غابرييل على موقع مرجع كرة القدم المحترفة.كوم (الإنجليزية)
- رومان غابرييل على موقع قاعة كارولاينا الشمالية للمشاهير الرياضية (الإنجليزية)
- رومان غابرييل على موقع IMDb (الإنجليزية)
- رومان غابرييل على موقع الموسوعة البريطانية (الإنجليزية)
- رومان غابرييل على موقع إن إن دي بي (الإنجليزية)
- رومان غابرييل على موقع قاعدة بيانات الفيلم (الإنجليزية)